# Hermann Heßl
Hermann Heßl (* 30. April 1938 in Wien; † 21. Juli 2021 in Eisenstadt) war ein österreichischer Politiker (SPÖ). Er war von 1974 bis 1979 Abgeordneter zum Österreichischen Nationalrat.

## Werdegang
Heßl absolvierte nach der Pflichtschule die kaufmännische Berufsschule in Wiener Neustadt und war als Eisenwareneinzelhändler beschäftigt. Er besuchte Fortbildungskurse des ÖGB, wurde Angestellter und arbeitete schließlich als Bezirkssekretär der SPÖ Wiener Neustadt. Politisch hatte er sich bereits als Mitglied der Sozialistischen Jugend und der Gewerkschaftsjugend engagiert, 1963 wurde er Sektionsobmannstellvertreter der SPÖ Wiener Neustadt. Zudem wurde er 1965 in den Gemeinderat von Wiener Neustadt gewählt und wirkte dort zwischen 1968 und 1975 als Stadtrat. Er vertrat die SPÖ zwischen dem 22. Jänner 1974 und dem 1. Februar 1979 im Nationalrat. 